# Mariscal Luzuriaga
Mariscal Luzuriaga is een provincie in de regio Ancash in Peru. De provincie heeft een oppervlakte van 731 km² en telt 23.754 inwoners (2015). De hoofdplaats van de provincie is het district Piscobamba.

## Bestuurlijke indeling
De provincie is verdeeld in acht districten, UBIGEO tussen haakjes:
- (021302) Casca
- (021303) Eleazar Guzman Barron
- (021304) Fidel Olivas Escudero
- (021305) Llama
- (021306) Llumpa
- (021307) Lucma
- (021308) Musga
- (021301) Piscobamba, hoofdplaats van de provincie

## Grenzen
Mariscal Luzuriaga grenst in het noorden aan de provincie Pomabamba, in het oosten aan Huánuco (regio  Huánuco), in het zuiden aan Carlos Fermín Fitzcarrald en in het zuidwesten aan de provincie Yungay.
Aija · Antonio Raimondi · Asunción · Bolognesi · Carhuaz · Carlos Fermín · Casma · Corongo · Huaraz · Huari · Huarmey · Huaylas · Mariscal Luzuriaga · Ocros · Pallasca · Pomabamba · Recuay · Santa · Sihuas · Yungay